# Мартин Иранек
Мартин Иранек (на чешки: Martin Jiránek; 25 май 1979 г., Прага, Чехия) е чешки футболист, защитник на „Пршибрам“. Изиграва 31 мача за националния отбор на Чехия в периода 2002 – 2009 г. Бивш капитан на „Спартак“ Москва.

## Клубна кариера
Иранек е възпитаник на пражкия клуб „Бохемианс“. Професионалнуата си кариера започва през 1995 г. След няколко години в родния клуб преминава в „Слован Либерец“, в който играе до 2001 г. От 2001 до 2004 г. защитава цветовете на италианския „Реджина“.

### „Спартак“ (Москва)
След Евро 2004 приема предложението на московския „Спартак“. Дебютът на футболиста в шампионата на Русия е на 7 август 2004 г. в мача с градския съперник „Локомотив“. В „Спартак“ Иранек става футболист от основния състав, а след няколко години е избран за капитан на отбора. В състава на московския клуб четири пъти става сребърен медалист.

### „Бирмингам Сити“
На 30 август 2010 г. Иранек преминава в „Бирмингам Сити“, подписвайки едногодишен контракт. Първият мач за новия клуб на Иранек е с „ФК Милтън Кийнс Донс“ в третия кръг на Купата на лигата. В шампионата на Англия дебютира на 2 февруари 2011 г. в домакинския мач против „Манчестър Сити“ (2:2). Със състава на „Бирмингам“ Мартин става притежател на Купата на лигата, но клубът не успява да запази мястото си в Премиър лигата, и при изтичането на договора си, футболиста напуска отбора.

### „Терек“
На 16 юли 2011 г. Иранек подписва двугодишен контракт с руския клуб „Терек“ (Грозни) и дебютира за грозненци в мача против бившия си отбор – московския „Спартак“. Два сезона играе с номер 52, който заменя с № 25 – същият, с който е играл в „Спартак“ и който символизира рождения му ден (25 май). През юли 2013 г. играчът напуска грозненския отбор при завършването на договора си.

### „Том“
На 2 септември 2013 г. подписва едногодишен контракт с футболния „Том|“ (Томск). След отпадането на „Том“ от Премиер лигата на Русия, Иранек напуска клуба и става свободен агент. На 4 август отново се завръща в „Том“, подписвайки за 2 години. През лятото на 2016 г., след изтичането на договора, футболистът остава на разположение на клуба като свободен агент.

### „Пршибрам“
На 11 августа 2016 г. Иранек преминава в клуб „Пршибрам“.

## За националния тим
От 2000 до 2002 г. футболистът изиграва 20 мача за младежкия футболен отбор на Чехия, в чиито състав става шампион на Европа.
За мъжкия състав на страната Иранек дебютира на 21 август 2002 г. в мача против отбора на Словакия.
Мартин взима участие в европейското първенство през 2004 г., където изиграва 4 мача, а отборът става бронзов медалист. След това, Иранек попада в списъка за световното първенство през 2006 г., но не взима участие в мачовете по време на турнира.
Общо за представителния тим на Чехия Иранек изиграва 31 мача, като няма отбелязан гол.